# We Are One (Ole Ola)
"We Are One (Ole Ola)"는 미국의 래퍼 핏불의 노래로, 미국의 가수 제니퍼 로페즈와 브라질의 가수 클라우지아 레이치가 피처링하였다. 2014년 FIFA 월드컵의 공식 주제가이다.